# Максимилиан I
 Тази статия е за императора на Свещената Римска империя.  За императора на Мексико вижте Максимилиан I (Мексико).  
Максимилиан I (на немски: Maximilian I, „der letzte Ritter“, * 22 март 1459, † 12 януари 1519, Велс, Горна Австрия) е от 1477 г. херцог на Бургундия, от 1486 г. римско-немски крал, ерцхерцог на Австрия (1493 – 1519) и император на Свещената Римска империя от (1508 – 1519) от династията на Хабсбургите. Управлението му се отличава с активна и последователна политика, насочена към разширяване владенията на Хабсбургите посредством войни и изгодни династични бракове. Максимилиан I извършва важни реформи в системата на управление на Свещената империя и Австрия. По-голямата част от управлението му преминава в усилия за ограничаване на френската експанзия в хабсбургските владения и Италия. Най-сериозен неуспех в царуването му е загубата на австрийските територии в Швейцария след битката при Дорнах на 22 юли 1499 г.

## Произход и ранни години
Максимилиан е син на свещения римски император Фридрих III и на португалската инфанта Елеонора (1436 – 1467), дъщеря на португалския крал Дуарте.
През 1477 г. се жени за Мария Бургундска, херцогиня на Бургундия, чрез която разширява домена на Хабсбургите с наследствените ѝ земи в Херцогство Бургундия, Независима провинция Бургундия и по-голямата част от Нидерландия. Това активизира старото съперничество с Франция за контрола на тези области, за което Максимилиан започва война срещу крал Луи XI, чиито войски са разбити в битката при Enguinegatte през 1479 г. Това затвърждава властта на Максимилиан над богатите нидерландски провинции Фландрия, Ено, Брабант, Лимбург, Люксембург, Холандия и Зеландия, а също и във Франш Конте и в други граничещи с Франция области. Победите на Максимилиан издигат престижа на Хабсбургите в цяла Европа. Така още на млади години Максимилиан се проявява като енергичен владетел, способен да укрепи властта на династията и да извърши неотложни преобразувания в остарялата система на управление в Германия и Австрия.

## Управление
Фридрих III започва да интегрира сина си в управлението на империята, отстъпвайки фактически реалната власт в ръцете му. Така през 1486 г. Максимилиан е избран за курфюрст и крал на Германия.

### Хабсбургска Нидерландия
След трагичната смърт на Мария Бургундска през 1482 г. за наследник на нейните наследствени владения е обявен малолетният им син Филип Хубави, от чието име като регент в тези области продължава да управлява Максимилиан. Смъртта на Мария и отказът на бюргерите в Нидерландия да признаят регентството на Максимилиан отново активизира френските претенции за Бургундкото наследство.
Луи XI успява да завладее териториите на Франш Конте и предявява претенции за останалите земи на покойната Мария. Това принуждава Максимилиан да направи някои отстъпки и с договора от Арас през 1482 отстъпва Бургундия и Пикардия на Франция, а Нидерландия, Люксембург и Франш Конте остават за Хабсбургите. Освен това френският дофин е сгоден за дъщерята на Максимилиан Маргарета Австрийска, чиято зестра е Франш Конте и Артоа.
През 1486 г. започва войната за Бретан, причина за която стават френските аспирации за земите на Бретанското херцогство. Максимилиан се намесва в конфликта на страната на Анна Бретанска, която му е обещана за съпруга. В подкрепа на Анна и Максимилиан се обявяват дори Англия и Кастилия. Плановете на Максимилиан се провалят заради въстанието на жителите на Брюге, в чиито плен Максимилиан прекарва близо година. Възползвайки се от това, Франция безпрепятствено слага ръка на Бретан. След освобождението си Максимилиан се заема да потуши бунта в Нидерландия.
На 13 юли 1489 г. обединените англо-имперски войски разбиват въстаниците при Диксмюнде и така властта на Хабсбургите в Нидерландия е възстановена. Това позволява на Максимилиан отново да се намеси в бретанския конфликт и през 1490 той се жени задочно за Анна Бретанска. Времето обаче е изгубено: французите завладяват Бретан и принуждават папата да разтрогне брака на Максимилиан и Анна, която скоро след това е омъжена за френския крал Шарл VIII, а Бретан окончателно е включен в границите на Франция.
През 1490 г. управлението на Бургундия преминава в ръцете на Филип, който навършва пълнолетие. През 1496 г. Максимилиан жени сина си за кастилската инфанта Хуана Кастилска, която по-късно наследява короните на Кастилия и Арагон. Бракът бележи съюза между империята от една страна и Кастилия и Арагон, като по този начин Максимилиан стяга обръча около Франция.
През 1506 обаче Филип умира, оставяйки за свой наследник малолетния си син Карл V, който временно остава под опеката на Максимилиан във Фландрия.

### Управление в Австрия

#### Териториално разширение
През 1491 г. Максимилиан получава Тирол и Предна Австрия от братовчед си ерцхерцог Сигизмунд Австрийски. През 1493 година, след смъртта на император Фридрих III, Максимилиан наследява и Щирия, Каринтия и Крайна и окончателно обединява австрийските владения на Хабсбургите в Австрия, като неин единствен ерцхерцог. През 1500 Максимилиан наследява и графство Горица в Източен Тирол. Намесата на ерцхерцога в борбата за баварското наследство присъединява към владенията му Куфщайн и Ратенберг.
През 1515 настъпва нов етап в териториалното разширение на австрийските владения на Максимилиан: във Виена по негова инициатива е организирана среща с унгарския крал Ласло II и полския крал Сигизмунд, представители на династията на Ягелоните. Тримата владетели сключват съюз скрепен с династичен бракове между внучката на Максимилиан Мария Хабсбург и унгарския престолонаследник Лайош II, както и с брак между внука на Максимилиан Фердинанд и унгарската принцеса Анна Ягелонина. След смъртта на Лайош II в битката при Мохач през 1526 г. Унгария и Бохемия са присъединени към австрийските владения на Хабсбургите.

#### Реформи в Австрия
Управлението на Максимилиан в Австрия е важен етап от развитието на австрийската държава. Ерцхерцогът предприема широк кръг от реформи в системата на управление на Австрия. През 1493 той разделя страната на две области Горна Австрия (Тирол и Предна Австрия) и Долна Австрия (Австрия, Щирия, Каринтия и Крайна). Във всяка от двете области е организирано самостоятелно управление, съставено от наместник на ерцхерцога и негов съвет. Във Виена е учредено обща за двете части на страната хазна, чието седалище по-късно е преместено в Инсбрук.
През 1498 г. Максимилиан създава окончателния облик на висшето държавно управление: Придворен съвет (висш административен и съдебен орган), Придворна палата (висш финансов и фискален орган), Придворна канцелария (орган, подготвящ законопроекти). В резултат на реформите на Маскимилиан е организирана нова по-централизирана система на управление на Австрия, което създава условия за по-тясно обединение на родовите имения на Хабсбургите в Австрия в единна Хабсбургска монархия. Цетнтрализаторската политика на Максимилиан I предизвиква остра съпротива от страна местните феодали. През 1502 г. в един от ландтазите в Долна Австрия местните аристократи въстават срещу централизаторските стремежи на ерцхерцога. Максимилиан, притиснат от финансовите нужди на войната срещу турците и тази в Италия, е принуден да направи някои отстъпки и оставя съдебните привилегии на първото съсловие.
През 1518 в придворния съвет са включени и представители на ландтазите.

### Управление в Германия
От 1486 г., когато е избран за курфюрст и крал на Германия, Максимилиан I активно участва в управлението на Свещената Римска империя. След смъртта на Фридрих III през 1493 г. властта в империята преминава изцяло в ръцете на Максимилиан. По това време системата на управление на Свещената Римска империя се намира в дълбока криза: в Германия съществуват няколкостотин малки държавни формирования с различна степен на независимост, финансов и военен потенциал, а лостовете за въздействие на императора върху местните князе се оказват остарели и неефективни. По-големите княжества водят самостоятелна политика и се опитват да наложат властта си над съседните рицарски владения и над имперските градове, които съставляват основната военна и финансова сила на империята.
През 1495 г. Максимилиан I свиква във Вормс райхстага на Свещената Римска империя, пред който той представил проект за спешни реформи в системата на управление. В резултат Райхстагът приема т.нар. „Имперска реформа“. Германия е разделена на 6 имперски окръга (Reichkreis), а през 1512 са учредени още 4. Орган на управление в имоерския окръг става окръжното събрание – Крайстаг (Kreistag), в което са представени всички държавни формирования на територията на окръга: светски и духовни княжества, имперските рицари и независимите градове. Всеки член на Крайстага притежава един глас, с което Максимилиан осигурява водещото място в него на имперските рицари, малките княжества и градове, които са опората на императора. Имперският окръг притежава компетенциите да решава въпроси за военното строителство, организацията на отбраната, набора на войската, както и за разпределението и събирането на имперските данъци на територията на окръга. Голямо е и значението на уредения Имперски камарен съд (Reichskammergericht) – върховен орган на съдебната власт в германския свят, който става един от основните инструменти за налагане на императорското влияние над териториалните князе и механизъм за провеждане на единна политика във всички германски държавици на територията на империята.
Опитите на Максимилиан да задълбочи реформите в империята, в това число и да създаде един орган на изпълнителната власт в империята както и единна имперска войска, се провалят: князете в империята въстават срещу тези планове на Максимилиан I и не му позволяват да ги прокара в Райхстага. Освен това Максимилиан получава и отказа на княжествата да финансират Италианската война, което сериозно отслабва позициите му на международната сцена и в самата империя. Осъзнавайки институционалната слабост на императора в Свещената Римска империя, Максимилиан I продължава политиката на своите предшественици за обособяването на Австрийската монархия от империята: основавайки се на Голямата привилегия („Privilegium maius“) от 1453 г. Максимилиан I в качеството си на австрийски ерцхерцог отказва да участва във финансирането на имперските учреждения и не позовлява събирането на имперски данъци на австрийска територия. Австрийското ерцхерцогство не участва в имперския Райхстаг и в други общи органи. Така Австрия фактически е поставена вън от Свещената Римска империя и независимостта ѝ е укрепена. Фактически политиката на Максимилиан е насочена на първо място в интерес на Австрия и Хабсбургите и едва след това в интерес на Германия.
Голямо значение придобива и скъсването с традицията свещеният римски император да бъде коронован лично от Римския папа, за да бъдат легитимирани правата му над имперската корона. През 1508 г. Максимилиан предприема експедиция в Италия за помазването си от папата, но венецианците, контролиращи пътищата, не го пропускат. Папата, на когото Максимилиан I е нужен за създаване на широка коалиция срещу Венеция, официално разрешава на Максимилиан да използва императорската титла.
Приемника на Максимилиан I Карл V вече дори не се стреми към официална коронация, а в имперското право е възприет принципът, че изборът на германския крал от курфюрстите го прави император.

### Италиански войни
През 1493 г. Максимилиан се жени повторно за миланската принцеса Бианка-Мария Сфорца, дъщеря на миланския херцог Галеацо Мария Сфорца. С този брак се откриват възможности за насочване на Хабсбургските териториални претенция по посока на Италия. През 1495 г. обаче войските на френския крал Шарл VIII навлизат в Италия и безпрепятствено превземат Неаполитанското кралство. Това полага началото на продължителните Италиански войни. Максимилиан I се присъединява към антифренската коалиция на Арагон, Венеция и Милано, които успяват да прогонят французите.
През 1499 г. французите отново нахлуват в Италия и превземат Милано. По това време Максимилиан I е зает с войната срещу Швейцарския съюз, която завършва злополучно за император: в битката при Дорнах на 22 юли 1499 г. войските на германския император са разбити и с подписания Базелски мир от същата година Максимилиан I признава независимостта на Швейцария от Хабсбургите и от империята. След края на швейцарската война Максимилиан I изпраща войски в помощ на миланския херцог Лудовико Моро, който през 1500 г. успява да си върне Милано. Скоро обаче французите разбиват миланската войска, пленяват Лудовико и трайно се настаняват в Ломбардия. Крал Луи XII успява да отклони Максимилиан от нова намеса в Италия, договаряйки брак между внука на Максимилиан Карл и дъщеря си Клод и обещавайки Бургундия и Милано като зестра на принцесата. През април 1505 г. Максимилиан I признава Луи XII за херцог на Милано.
През 1506 година на френско-имперското сближение е сложен край по инициатива на французите, което довежда до няколко въоръжени сблъсъка между войските им.
През 1508 г. войските на Венеция не пропускат Максимилиан за коронацията му в Рим и принуждават империята на териториални отстъпки в Истрия и Фриули. Агресивността на републиката става причина същата година да се образува т.нар. Камбрийска лига между папа Юлий II и френския крал Луи, към която се присъединява и Максимилиан I. Френските сили постигат ред победи над Венеция през 1509 г. Това разтревожва папата, който в стремежа си да прогони французите организира през 1510 г. заедно с Венеция и Свещената империя т.нар. „Свещена лига“ срещу Франция. Участието на Максимилиан в последвалата война е ограничено, тъй като германските князе отказват да финансират кампаниите му в Италия, а доходите му от Австрия не са достатъчни за военните разходи. За да намери решение на финансовия проблем, Максимилиан I залага сребърните рудници в Тирол на банкерската фамилия Фугери.
Въпреки финансовите затруднения именно Максимилиан I създава нов тип армия – наемните войски на ландкскнехтите, които заменят рицарското опълчение на Свещената империя и скоро стават главна военна сила във всички европейски държави.
Военните кампании на Максимилиан I в последните години на управлението му са крайно неуспешни: през 1511 г. той се опитва неуспешно да спре френското настъпление в Артоа, а през 1515 г. предприема поход към Милано, който претърпява провал още в самото начало. В резултат в Северна Италия се установява френска хегемония, а Максимилиан I губи възможността да се меси в италианските работи.

## Семейство
Максимилиан I се жени три пъти, като само първият му брак с Мария Бургундска оставя наследници:
1. Филип Хабсбург „Красивия“ (1478 – 1506), който наследява домена на майка си след нейната смърт. Той се жени за инфанта Хуана Кастилска, която през 1504 става кралица на Кастилия и Арагон. Този брак се оказва изключително плодотворен – внуците на Максимилиан, родени от брака на Филип и Хуана разпространяват династичните връзки на Хабсбургите из цяла Европа. Повечето от децата на Филип и Хуана израстват във Фландрия под опеката на дядо си Максимилиан, който урежда браковете им с чужди владетели.
2. Маргарита Австрийска (1480 – 1553) – с договора от Арас тази дъщеря на Максимилиан е сгодена за френския дофин, бъдещия крал Шарл VІII, но през 1492 е върната на баща си, за да може Шарл да се ожени за Анна Бретанска. След този неуспешен опит за брак Маргарита е омъжена за принца на Астурия и наследник на кастилската и арагонската корона – Хуан, а след неговата смърт и за Филип II Савойски. След смъртта и на втория си съпруг, Маргарита е назначена за попечител на децата на брат си и управлява Бургундия от името на наследника му Карл V.

От другите два брака на Максимилиан за Анна Бретанска и Бианка-Мария Сфорца не се раждат деца.
Той има незаконен син от Маргарета фон Еделсхайм:
- Георг Австрийски (1504 – 1557), архиепископ на Валенция (1538 – 1544), епископ на Лиеж (1544 – 1557)